# Bistrup Hegn
Bistrup Hegn er en lille statsskov på 48 hektar, der ligger i Rudersdal Kommune.
Skovens vestlige halvdel er afgrænset af boligområder i Bistrup. Skovens nordøstlige del, som grænser op til Dumpedal, er afskåret af Nordbanen. Mod sydøst grænser skoven op til Vaserne.
Skoven domineres af bøgetræer med egetræer i periferien. I midten af skoven findes dog et område med grantræer, hvori der er en tidligere grusgrav med bålplads, og Naturstyrelsens regler giver her mulighed for kortere primitiv overnatning. Skoven er varieret med områder med produktionsskov, urørt skov og vandhuller.
Bistrup Hegn er en hundeskov. Den mest hensigtsmæssige parkering foregår på en parkeringsplads for enden af Bistrup Hegnsvej. Mod nord, tæt ved parkeringspladsen, findes Naturhuset Bistruphus, der er omdannet fra skovløberhus til naturskole for kommunens børneinstitutioner.
I skovens sydlige del findes de fredede, sparsomme rester af to gravhøje fra stenalderen.
Skoven har tredive orienteringsløb-poster.